# Campo retrincherado
Se llama campo retrincheado al terreno fortificado para encerrar en su espacio un ejército o un cuerpo de tropas y ponerle a cubierto de cualquiera sorpresa del enemigo. 
Generalmente se construye en las inmediaciones de una plaza para que esté bajo la defensa de su artillería. El objeto de un campo retrincherado es el de cubrir y proteger una plaza, cuya fortificación no permite larga resistencia. Las tropas acampaban a unas ciento veinte toesas del atrincheramiento y siempre a cubierto del fuego enemigo.
Los romanos fueron por mucho tiempo muy inferiores a los griegos en el arte de fortificar sus campos y de estos aprendieron el uso de los atrincheramientos y el modo de construirlos.